# Nippon TV
Телемовна мережа Ніппон, Nippon Television (яп. 日本テレビ放送網株式会社, にっぽんてれびほうそうもうかぶしきがいしゃ, Nihon Terebi Hōrudingusu Kabushiki-gaisha; англ. Nippon Television Network Corporation) — японська компанія комерційного телемовлення.
Заснована 28 жовтня 1952 року. Розпочала мовлення 1953 року на загальнонаціональному рівні. Має два канали — кабельний та супутниковий (BS Asahi). Спеціалізується на розважальних, документальних, спортивних програмах, а також поліедричних ток-шоу.
Головна штаб-квартира компанії розташована в місцевості Сіодоме району Мінато метрополії Токіо. Власниця компанії Японська мережа новин (Nippon News Network, NNN). Має тісні управлінські зв'язки із газетою «Йоміурі сімбун».
Скорочені назви — Ніппон ТБ (яп. 日本テレビ, にっぽんてれび, ніппон теребі; англ. Nippon TV), Нітеле (яп. 日テレ, にてれ, нітере) або NTV (яп. エヌティーヴィー, Ен-Те-Ве).

## Передачі
- Великі японці